# 鲍日娜·聂姆曹娃
鲍日娜·聂姆曹娃（捷克語：Božena Němcová，1820年4月2日—1862年1月21日），是捷克著名的女作家。她的长篇小说《外祖母》使她享誉国内外。她最早的作品是一部童话集。她于1846年发表了《来自多马日利采城近郊的图画》，这被尊为打破民族志的论述方式的第一篇捷克现代散文作品，它讲述了一位贫困母亲的一生。后来这个作品成了她的短篇小说《乡村小景》的故事来源，它讲述了一个农妇的悲惨命运。1846年，她发表了《图画》。后来又发表了《山村》。她是当时著名的女权主义者。
她受到了尤利乌斯·伏契克的高度评价，为此后者写了一篇名叫《战斗的鲍日娜·聂姆曹娃》的专论。她在捷克文学史上占有很重要的地位。

捷克克朗的500面額紙幣為了紀念她便以她為人像。

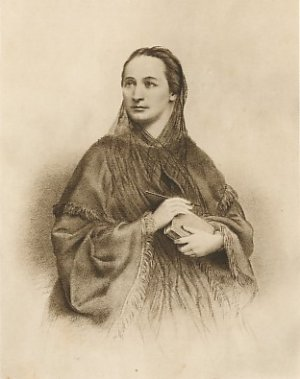

## 作品

### 小說
- Pohorská vesnice（The village under mountains）
- 《外祖母》（The Grandma）（1855） – 其最著名的小說，是關於一個名叫Barunka的女孩以及她的童年和她的祖母在鄉下的故事。 這本書的靈感來自於作者聂姆曹娃童年在Ratibořice的童年，在那裡她與父母，兄弟姐妹和外祖母Magdalena Novotná住在一起。

### 童話故事及傳說
- Chýše pod horami
- O dvanácti měsíčkách
- Národní báchorky a pověsti（National Stories and Legends）
- Slovenské pohádky a pověsti（Slovak Fairy Tales and Legends）
- Selská politika（Country Politics）
- Hospodyně na slovíčko
- Dopisy z lázní Františkových（The Letters from Franzenbad）
- Listy přítele přítelkyni
- Silný Ctibor
- Devět křížů（Nine Crosses）